# Jean Jannon
Jean Jannon, né à Genève en avril 1580 et mort le 20 décembre 1658 à Sedan, est un typographe et imprimeur français.

## Biographie
Il semble avoir fait son apprentissage d'imprimeur, d'abord à Genève, puis en Suisse à Lausanne et à Bâle, puis en Allemagne, et il a terminé sa formation à Paris, chez l'imprimeur Robert Estienne, le IIIe du nom.
Il confessait le calvinisme. Reçu imprimeur, il s’établit à Charenton, mais, parce qu'il avait imprimé le témoignage de la conversion d'un pasteur protestant au catholicisme, il y fut interdit de publication par le clergé du temple de cette ville, en janvier 1610.
Il s'installe alors à Sedan auprès d'Henri de La Tour d'Auvergne avec 200 livres tournois de gages annuels. Il devint l'imprimeur de l'académie de Sedan.
Son fils, Antipas Jannon, qui était imprimeur-libraire à Paris, décède en avril 1639. En 1640, Jean Jannon quitte Sedan pour reprendre l'affaire de son fils, mais doit finalement la liquider et travailler d'abord à Paris en qualité de compagnon et de graveur de caractères. Il cède le matériel de l'imprimerie parisienne à Pierre de Cardonnel, de Caen, qui l’emploie comme compagnon. Le parlement de Normandie fait fermer l'imprimerie Cardonnel ; Jean Jannon rentre à Sedan en novembre 1645.

### La Petite Sedanoise et le Garamond
En 1620, Jannon grava un petit caractère, l'un des plus fins qui fussent alors et dont la finesse ne nuisait en rien à la netteté. Ce petit caractère devint célèbre sous le nom de « Petite Sedanoise », mais ce ne fut qu'en 1622 que Jannon l'employa .
Après que le gouvernement français a raflé l’atelier de Jannon, le cardinal de Richelieu nomme la police de Jannon « Caractère de l’Université » ou « Romain de l’Université ». À partir de là, la police devient le standard de la Manufacture royale d’imprimerie.
En 1825, Marcellin Legrand est chargé par l’Imprimerie nationale de renouveler les caractères ; il adapte la police utilisée, jadis, par la Manufacture royale, et déclare que cette police est l’œuvre de Claude Garamont.
En 1919, Thomas Maitland Cleland et Morris Fuller Benton produisent le premier Garamond commercial du XXe siècle, basé sur le travail de Jannon, appelé « Garamond no 3 ».
En 1926, The Fleuron fait paraître un article de l’Américaine Beatrice Warde (1900-1969), sous le pseudonyme « Paul Beaujon », sur l'attribution erronée des types de Jean Jannon à Claude Garamont : elle avait découvert un spécimen édité par Jannon en 1621, avec le caractère de l’Imprimerie nationale, mais aussi celui de la Petite Sedanaise ; la paternité était établie.

### Coupoir de typographe
Il est aussi l'inventeur d'un coupoir de fer, instrument propre à retenir deux ou trois cents lettres à la fois dans une pièce nommée justifieur, de façon qu'elles puissent soutenir l'effort d'un rabot idoine qui coupe dans toute la longueur certaines parties inutiles du corps de la lettre qui nuiraient à l'impression. Il inventa cette machine vers 1630.
Pierre Cot, fondeur de caractères d'imprimerie, la remit en usage vers 1700, après y avoir fait quelques améliorations. Pierre-Simon Fournier la perfectionna en 1739.